# إيفان ستويانوف (لاعب كرة قدم)
إيفان ستويانوف (بالبلغارية: Иван Стоянов)‏ هو لاعب كرة قدم بلغاري في مركز الوسط، ولد في 24 يوليو 1983 في سليفن في بلغاريا. شارك مع منتخب بلغاريا تحت 21 سنة لكرة القدم ومنتخب بلغاريا لكرة القدم. أما مع النوادي، فقد لعب مع او في سي سليفن 2000 وسبارتاك فلاديقوقاز وسسكا صوفيا ونادي شتوتغارت ونادي فيريا ونادي لودوغورتس رازغراد.

## وصلات خارجية
- إيفان ستويانوف (لاعب كرة قدم) على موقع قاعدة بيانات كرة القدم.إي يو (الإنجليزية)
- إيفان ستويانوف (لاعب كرة قدم) على موقع ناشيونال فوتبول تيمز (الإنجليزية)
- إيفان ستويانوف (لاعب كرة قدم) على موقع Soccerway.com (الإنجليزية)
- إيفان ستويانوف (لاعب كرة قدم) على موقع عالم كرة القدم.نت (الإنجليزية)
- إيفان ستويانوف (لاعب كرة قدم) على موقع AS.com (الإسبانية)